# Zach Villa

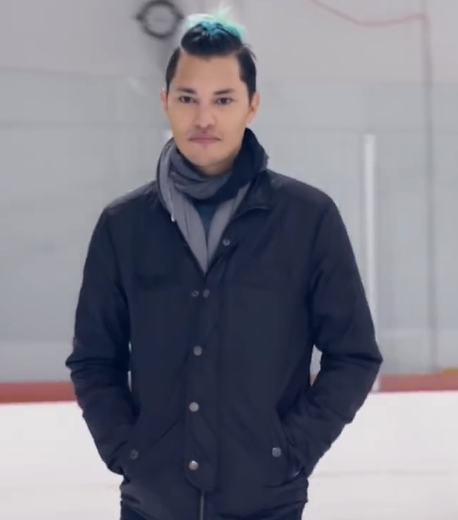
Zach Villa (2019)

Zach Villa (* 17. März 1986 in Clinton, Iowa) ist ein US-amerikanischer Musiker und Schauspieler, bekannt für seine Darstellung von Richard Ramírez in American Horror Story: 1984.

## Leben und Karriere
Villa wurde 1986 in Clinton, Iowa geboren. Mit zwei Jahren meldete seine Mutter, eine Tanzlehrerin, ihn bei Tanzkursen an als Alternative für Kinderbetreuung. Als er Gene Kelly entdeckte, entschied er, auch Musik und Schauspiel lernen zu wollen. An der Interlochen Arts Academy in Michigan begann er, Gitarre zu spielen und Songs zu schreiben. Schauspiel studierte er an der Juilliard School in New York City.

### Musik
Villa ist ein Multiinstrumentalist und kann Gitarre, Bass, Violine, Schlagzeug und Klavier spielen.
2013 gründete er nach einem Umzug nach Los Angeles die Pop-Rock-Band Cylvia, in der er den Frontmann einnimmt. Sie brachte 2015 ihre erste EP heraus.
2016 bildete Villa mit der Schauspielerin Evan Rachel Wood die Elektropop-Band Rebel and a Basketcase. Zunächst taten sie sich nur für das Lied Oh Yeah zusammen, das am 28. Mai 2016 erschien. Weitere Songs folgten unter dem Label Speaker Cat Records und mit Yeah traten sie am 13. März 2017 in der Tonight Show auf.
Seit Juni 2017 singt Villa und spielt Gitarre in der Band Sorry Kyle, die 2018 ihre erste EP herausbrachte. Im Oktober 2019 veröffentlichte er seine erste Solo-Single Revolver.

### Schauspiel
Seine erste Film-Hauptrolle hatte Villa in James Birds Honeyglue mit einer die Geschlechter vermischenden Figur. Erste reguläre Rollen im Fernsehen erhielt Villa 2016 in Bordertown als Synchronsprecher und 2017 in Dan Is Dead. Internationale Bekanntheit erlangte er durch die Hauptrolle in der neunten Staffel von American Horror Story durch die Darstellung des realen Serienmörders Richard Ramírez. 2022 hatte er die Hauptrolle inne in dem LGBT-Horrorfilm Hypochondriac.

## Persönliches
Im Januar 2017 gaben Villa und seine Bandkollegin Wood ihre Verlobung bekannt, die sie im September wieder auflösten.

## Filmografie

### Serien
- 2011: Archer (Episode 2x05, Stimme)
- 2013: Navy CIS: L.A. (NCIS: Los Angeles, Episode 4x21)
- 2016: Bordertown (8 Episoden, Stimme)
- 2017: Dan Is Dead (8 Episoden)
- 2018: The Expanse (Episode 3x07)
- 2019:  Shameless (3 Episoden)
- 2019: American Horror Story (9 Episoden)
- 2021: Station 19 (2 Episoden)
- 2022: Archive 81 (1 Episode)

### Filme
- 2015: Honeyglue
- 2016: Cardboard Boxer
- 2018: Destroyer
- 2019: As You Like It
- 2022: Hypochondriac
- 2022: Good Mourning
- 2022: Rache auf Texanisch (Vengeance)
- 2023: All Souls
- 2024: Guns & Moses
- 2024: Discussion Materials

### Videospiele
- 2016: Batman: The Telltale Series
- 2019: Final Fantasy XV: Episode Ardyn
- 2020: Cyberpunk 2077
- 2023: Diablo IV
- 2023: Cyberpunk 2077: Phantom Liberty
- 2024: Dragon Age: The Veilguard